# Licneremaeus novaeguineae
Licneremaeus novaeguineae är en kvalsterart som beskrevs av Balogh 1968. Licneremaeus novaeguineae ingår i släktet Licneremaeus och familjen Licneremaeidae. Inga underarter finns listade i Catalogue of Life.